# 鬣 (アルバム)
鬣（たてがみ）は、GO!GO!7188の3枚目のオリジナルアルバム。

## 概要
2003年9月10日発売。発売元はEMIミュージック・ジャパン。
初回生産限定盤には「浮舟」のスペシャルバージョンボーナストラックを収録。
GO!GO!7188のアルバムとしては初のオリコントップ10入りを果たした。
タイトルの「鬣」は、馬のタテガミ部分の馬刺しを食べた時にこの言葉に惹かれ、
あとで調べた漢字の格好良さとアルバムの疾走感のあるイメージがあっているということから。
『蛇足歩行』『魚磔』と違い、上京してからの曲が多く、アッコ曰く「現在の心境にあったアルバム」となった。
2003年3月から4月にかけて、このアルバム曲を中心とした「うまのりツアー」が全国15ヶ所で行われた。
「瑠璃色」はこのツアー中に作成された楽曲である。

## 収録曲
| #   | タイトル                                                 | 作詞                 | 作曲           | 時間 |
| --- | -------------------------------------------------------- | -------------------- | -------------- | ---- |
| 1.  | 「うましかもの」                                         | 浜田亜紀子           | ユウ           | 3:35 |
| 2.  | 「浮舟」                                                 | 浜田亜紀子           | ユウ           | 4:12 |
| 3.  | 「大人のくすり」                                         | 浜田亜紀子           | ユウ           | 4:13 |
| 4.  | 「ないものねだり」                                       | 浜田亜紀子           | ユウ           | 4:48 |
| 5.  | 「ななし」                                               | 浜田亜紀子           | ユウ           | 3:53 |
| 6.  | 「ナイフ」                                               | 浜田亜紀子           | ユウ           | 3:54 |
| 7.  | 「雨のち雨のち雨」                                       | 浜田亜紀子           | ユウ           | 4:42 |
| 8.  | 「無限大」                                               | 浜田亜紀子           | ユウ           | 4:07 |
| 9.  | 「月と甲羅」                                             | 浜田亜紀子           | ユウ           | 4:38 |
| 10. | 「ポラロイド」                                           | 浜田亜紀子           | ユウ           | 3:58 |
| 11. | 「サンダーガール」                                       | 浜田亜紀子・藤井一彦 | ユウ・藤井一彦 | 3:24 |
| 12. | 「種」                                                   | 浜田亜紀子           | ユウ           | 4:45 |
| 13. | 「浮舟‐スペシャルヴァージョン‐」(初回生産限定盤のみ収録) | 浜田亜希子           | ユウ           |      |

1. うましかもの
  - PV監督はHiguchinsky
2. 浮舟
  - 8thシングル。日本テレビ系『AX MUSIC-TV』AX POWER PLAY
  - PV監督はサイトウトモヲ
3. 大人のくすり
  - 錠剤の飲めなかったアッコが大人になると錠剤しか処方されないことを歌にしたもの
  - ライブでは「さぶいぼ2001」から演奏されていた
4. ないものねだり
5. ななし
  - ユウが憧れていたTHE BOOMに初めて対面した感動を歌にしたもの
  - 仮の曲名は「島唄」であった
  - 曲名が最後まで決まらず曲名無しで出そうとしたが、著作権上曲名を付けなければならず、「ななし」となった
6. ナイフ
  - アッコが見た夢が元ネタ
7. 雨のち雨のち雨
8. 無限大
9. 月と甲羅
10. ポラロイド
11. サンダーガール
  - ザ・グルーヴァーズとの共作
12. 種
  - 後に9thシングルとしてリカット
  - PV監督はHiguchinsky
13. 浮舟‐スペシャルヴァージョン‐
  - 初回生産限定盤のみ収録